# Parque Professor Guilherme Lage
O Parque Professor Guilherme Lage está localizado no bairro São Paulo, região nordeste de Belo Horizonte, e possui 150.000 m² de área totalmente cercada.
Localizado na região nordeste da capital, o parque municipal foi implantado em 1982. Antes, o lugar funcionava como viveiro da prefeitura de Belo Horizonte e, desde então diversas mudas têm sido introduzidas no local.
O parque conta com duas nascentes e duas lagoas, uma natural e outra artificial. A vegetação compreende aproximadamente 1.700 exemplares de 150 espécies, entre acácias, sapucaias, pau-ferro, ipês, quaresmeiras, palmeiras, ciprestes, mangueiras, jatobás, barrigudas e pau-brasil.
Como opção de lazer, o parque oferece quadras poliesportivas, brinquedos, mesas de jogos, campo de futebol, pista de skate, trilha para caminhada e recantos para contemplação.
Atualmente o parque esta esquecido pela prefeitura, com estruturas completamente deterioradas e sem policiamento, estando tomado por usuários de drogas, bandidos e morados de rua.